# Amine Ksassoua
 (mars 2025).
Cette page contient des caractères spéciaux ou non latins. S’ils s’affichent mal (▯, ?, etc.), consultez la page d’aide Unicode.
Amine Ksassoua (en arabe : أمين قساسوة ; né le 30 mars 1990 à Rabat) est un éducateur sportif et joueur de football freestyle marocain et français.

## Biographie
Amine Ksassoua, connu aussi sous le pseudo « Amayne » est né à Rabat au Maroc le 30 mars 1990. Son père est un ancien diplomate marocain.
Arrivé avec sa famille en 2004, Amayne grandit dans la ville de Courbevoie où il découvre le freestyle football en 2006 grâce à des vidéos sur internet.
Entre 2007 et 2010, il réalise des spectacles de rue dans les endroits touristiques de Paris avant de se faire connaitre.
Amine se fait un nom grâce à ses performances artistiques, il commence par faire des prestations pour des petites associations. Petit à petit, il commence par faire de la figuration dans quelques spots publicitaires sur internet, des émissions télévisées et des clips musicaux pour renforcer son image, sa notoriété et promouvoir sa discipline, peu connu du grand public.
Par la suite, Amine anime de grands événements, comme au Stade de France et à Bercy Arena aux côtés de plusieurs personnalités artistiques et sportives, telles que Zinedine Zidane et Matt Pokora...
En 2010, pour la troisième édition de la Street Football French Cup organisée par la fédération Française de Street Football, Amine Ksassoua termine vice-champion.
Cette même année, il apparaît dans des spots publicitaires pour différentes marques, dont L'Oréal, Pepsi (avec les Kaira).
Il acquiert la nationalité française par naturalisation le 9 octobre 2014.
En 2016, Amine Ksassoua est le premier jongleur freestyle ball à faire une apparition dans une bande dessinée l'équipe Z où il joue son propre personnage.
En 2018, Amine participe au lancement des tenues officielles de l'équipe de football brésilienne pour la coupe du monde 2018 avec la marque Nike.

## Distinctions

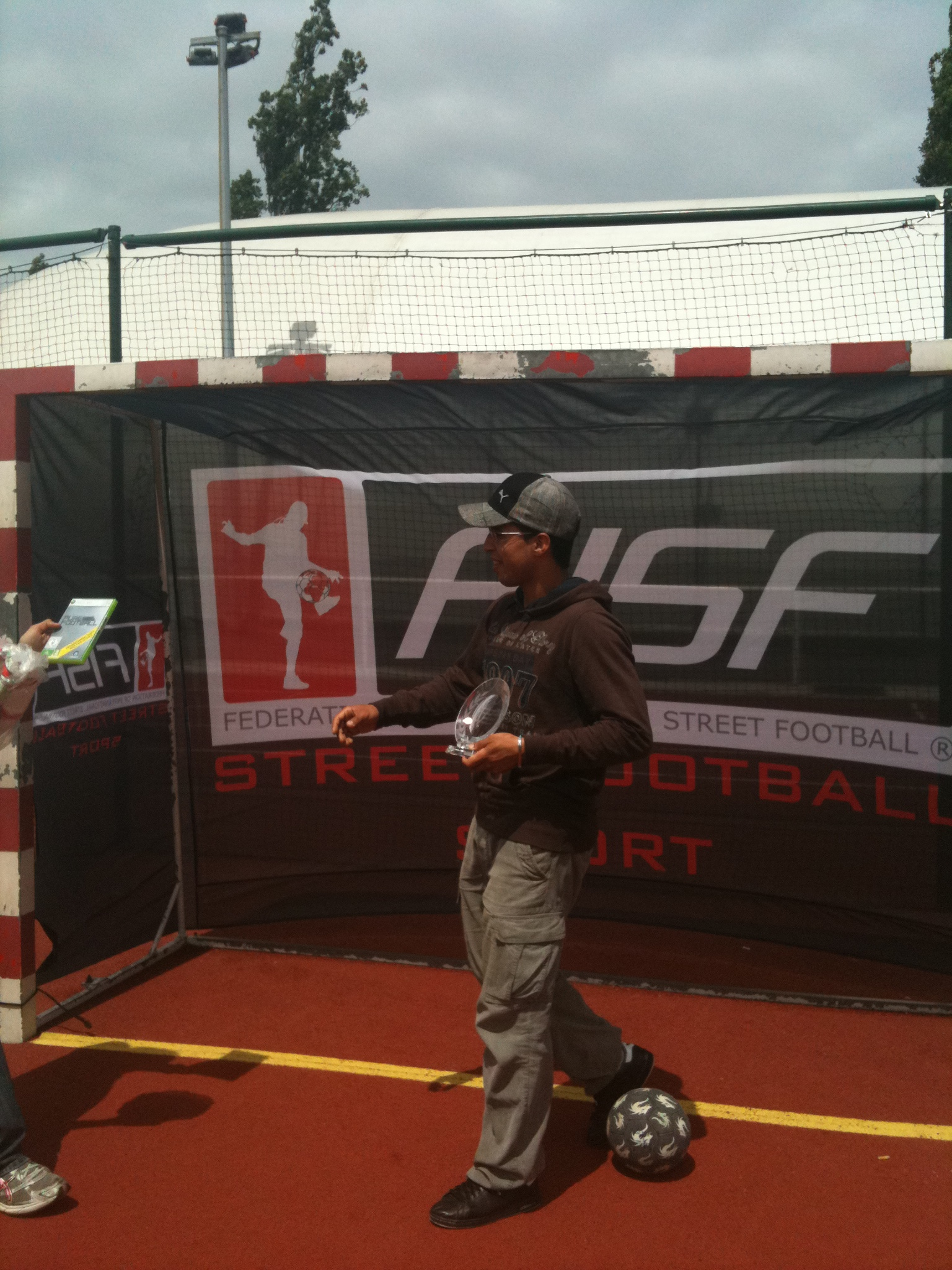
Amine KSASSOUA, vice champion de la SFFC en 2010.

- 2010 : Vice champion de la troisième édition de la Street Football French Cup organisée par la Fédération Française de Street Football FFSF .